# محمد علي (مغني)
محمد أحمد علي (ويعرف بـمحمد علي أو فقط محمد) (باللاتينية Mohamed Ali أو Mohamed) مغني دنماركي من أصل مصري - عراقي ولد في مدينة نوريسوندبي الدنماركية في 7 سبتمبر / أيلول 1993 من أب مصري وأم عراقية. وبعد طلاق أبويه، انتقل إلى العيش مع أمه أحلام وإخواته الثلاثة فاطمة ومريم وآسيا.
اشتهر محمد باشتراكه في العام 2009 في الموسم الثاني من برنامج المسابقات الفنية الدنماركية «أكس فاكتور» (بالأحرف اللاتينية X Factor)، ونال شعبية واسعة بأدائه لأغان لكل من جستن تيمبرلك، كريس براون، ني يو ومايكل جاكسون.
حلّ ثالثا في المسابقة وراء الفائزة ليندا أندروز والحائزون على المرتبة الثانية، مجموعة Alien Beat Club. بسبب شعبيته الكبيرة، وقّعت شركة «سوني» للإسطوانات معه عقدا وأصدر من خلال «سوني» ألبوما بعنوان "Keep It Simple" ومنها أغنيته السينغل الناجحة "Rocket" التي وصلت إلى المرتبة 12 في لائحة الأغاني الدنماركية خلال عام 2009. كما افتتح للمغنية بيونسي نولز عندما قدّمت حفلة في الدنمارك عام 2009.
وفي عام 2013، اشترك محمد علي في مسابقة Dansk Melodi Grand Prix بأغنيته "Unbreakable" محاولا التأهل لتمثيل الدانمارك في مسابقات الـEurovision في العام 2013، الا أنه حل ثانيا مباشرة وراء الرابحة Emmelie de Forest لتكن هي ممثلة الدانمارك في المسابقة.

## الألبومات
- 2009: Keep It Simple

## السينغلز
- 2009: Rocket [1]
- 2013: Unbreakable (في مسابقة Dansk Melodi Grand Prix)

## المشاركات
- 2009: All About Love مع Anna David [2]

## وصلات خارجية
- محمد علي على موقع IMDb (الإنجليزية)
- محمد علي على موقع ميوزك برينز (الإنجليزية)
- محمد علي على موقع ديسكوغز (الإنجليزية)

- الموقع الرسمي نسخة محفوظة 10 يناير 2010 على موقع واي باك مشين.
- موقع الفايسبوك  على فيسبوك.
- موقع للعشاق
- موقع بلوغ